# Out of Control (film, 2014)
Pour plus de détails, voir Fiche technique et Distribution.
Out of Control (In the Blood) est un thriller d'action britannico-américano-portoricain de John Stockwell sorti en 2014.

## Synopsis
Derek Grant (Gigandet) et Ava (Carano) sont des américains nouvellement mariés passant leur lune de miel aux Caraïbes. Quand Derek est enlevé, sa femme part à sa recherche avec l'aide de Manny (Cordova), un insulaire.

## Fiche technique
- Titre original : In the Blood
- Titre français : Out of Control
- Réalisation : John Stockwell
- Scénario : James Robert Johnston et Bennett Yellin
- Direction artistique : Monica Monserrate
- Décors : Luis López-Baquero
- Costumes : Milagros Núñez
- Photographie : P. J. López
- Montage : Lucas Eskin
- Musique :
- Production : Raymond Mansfield, Shaun Redick et Cash Warren
- Société(s) de production : Derby Street Films, Movie Package Company, Pimienta, The Way We Roll Productions et Verso Entertainment
- Société(s) de distribution :
- Budget :
- Pays d'origine :  Royaume-Uni,  États-Unis,  Porto Rico
- Langue originale : anglais, espagnol
- Format : couleur - 35 mm - 1,85:1 - son Dolby Digital
- Genre : Thriller et action
- Durée : 108 minutes
- Date de sortie : 
  - États-Unis : 4 avril 2014 (sortie limitée)
  - Royaume-Uni : 2 juin 2014 (sorti directement en DVD)
  - France : 13 octobre 2014 (sorti directement en DVD)

## Distribution
- Gina Carano (VF : Véronique Desmadryl) : Ava
- Cam Gigandet (VF : Tanguy Goasdoué) : Derek Grant
- Ismael Cruz Cordova (VF : Emmanuel Garijo) : Manny
- Danny Trejo (VF : Saïd Amadis) : Big Biz
- Luis Guzmán (VF : Bruno Dubernat) : le chef Ramón Garza
- Amaury Nolasco (VF : Jérémy Prévost) : Silvio Lugo
- Stephen Lang (VF : Philippe Catoire) : Casey, le père d'Ava
- Treat Williams (VF : Guy Chapelier) : Robert Grant, le père de Derek
- Yvette Yates : l'infirmière Leta
- Eloise Mumford : Sandy Grant
- Hannah Cowley : Monique Grant
- Oscar H. Guerrero (VF : Fabien Jacquelin) : JoJo
- Blas Diaz (VF : Christophe Desmottes) : Omar
- Luillo Ruiz (VF : Éric Marchal) : Luillo
- Antonio Torres (VF : Fabien Jacquelin) : Dr Abelard
- Jaunchy Capella (VF : Michel Voletti) : le propriétaire de la tyrolienne

 Source et légende : version française (VF) sur RS Doublage et selon le carton du doublage français sur le DVD zone 2.